# ビッグフット (NICO Touches the Wallsの曲)
「ビッグフット」は、日本のロックバンド、NICO Touches the Wallsのシングル。2009年5月13日、キューンレコードより発売。

## 解説
- アルバム『Who are you?』より約8ヶ月ぶりにリリースされた、第2章突入シングル。
- 完全生産限定盤。新曲2曲にライブ音源5曲、計40分とアルバム並の収録内容となっている。
- オリコン24位を記録。偶然にも「24」という数字はバンドのラッキーナンバーである。

## 収録曲
1. ビッグフット (4:53)
（作詞・作曲：光村龍哉　編曲：Seiji Kameda, NICO Touches the Walls）
原型は30秒ほどしかなかった。第2章をスタートするにあたりフルコーラスを作った[1]。
2. トマト (6:22)
（作詞・作曲：光村龍哉　編曲：Seiji Kameda, NICO Touches the Walls）
光村が高校3年生の時に作った曲。「ようやく準備が整った」ということで音源化された。

<NICO Touches the Walls TOUR2008　Bon voyage , Étranger at AKASAKA BLITZ 2008.12.14>
3. (My Sweet) Eden (5:44)
4. B.C.G (4:20)
5. 雲空の悪魔 (6:56)
6. Broken Youth (5:53)
7. エトランジェ (7:38)